# Daniel Hádl
Daniel Hádl je český hudební skladatel a producent, který spolupracoval s hvězdami jako jsou Karel Gott, Helena Vondráčková, Black Milk, Aneta Langerová, Ewa Farna a další.

## Mládí
Narodil se v Praze 24. 4. 1970. V roce 1990 ukončil absolutoriem pražskou konzervatoř, kde studoval varhany, skladbu a dirigování. Již od roku 1985 se věnoval kompozici a jeho písně vycházely na deskách Goldie Ens, Hany Zagorové, Ivety Bartošové, Dariny Rolincové, Karla Gotta, atd. V roce 1986 se jeho píseň umístila na prvním místě v soutěži polského festivalu Sopoty 86 (interpret Marcela Králová).

## Orchestry
V období 1988 – 2001 byl členem orchestrů Karla Vágnera, Ivety Bartošové a Dariny Rolincové jako hráč na klávesové nástroje. Současně se věnoval produkci a tvorbě písní a filmové muziky.

## Starší tvorba
V roce 1992 spolupracoval s americkým producentem a zpěvákem Skipem Martinem členem skupiny Kool & The Gang, pro kterou složil píseň „Better late than never“, která vyšla na jejich CD Unite. Společně s tím spolupracoval na filmové muzice k seriálu Arabela a tvorbě hudební podkladů pro TV reklamy. V roce 1995 spoluprodukoval CD Dariny Rolincové společně s německým producentem Michaelem Braunem, které vyšlo u BMG Ariola Mnichov. V období mezi 1995–97, působil jako ředitel německého hudebního vydavatelství MBM. Dále vytvořil hudební obaly pro TV Prima, F1, TV Praha a pro hudební rádia: Evropa 2, Expresradio, Radio Vox, Radio Dragon.

## Novější tvorba
Mezi tím se dále věnoval tvorbě písní a produkci hudebních CD: Bára Basiková – GREGORIANA, Karel Gott – DJ Bobo, Těžkej Pokondr, Dara Rolins, Angelo projects, Petr Kotvald, Michal David, Robert Opatovský, Věra Špinarová, Vlasta Redl, Acido, Leoš Mareš, Helena Vondráčková, mutimediální projekt „Olza Lewron", Black Milk - „Modrej dým“ a „7x." , Aneta Langerová, Karel Gott, Marie Rottrová, Vladimír Hron, Martina Balogová, Sámer Issa, Helena Zeťová, Wichry Lewron Orchestra, Ewa Farná a mnoha dalších.
V roce 2012 se také hudebně podílel na seriálu ČT1 Vyprávěj.